# El Djouf
El Djouf är en öken i Mauretanien. Den ligger i den östra delen av landet, 1 000 km öster om huvudstaden Nouakchott.